# Muntbiljet

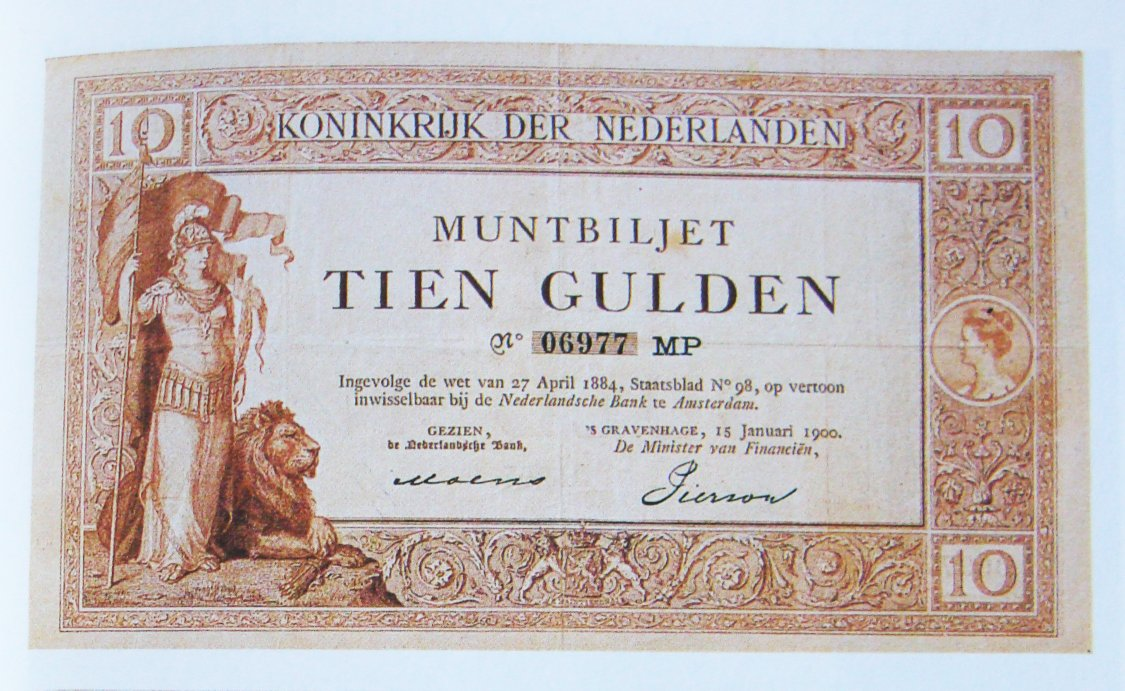
Muntbiljet van 10 gulden uit 1900

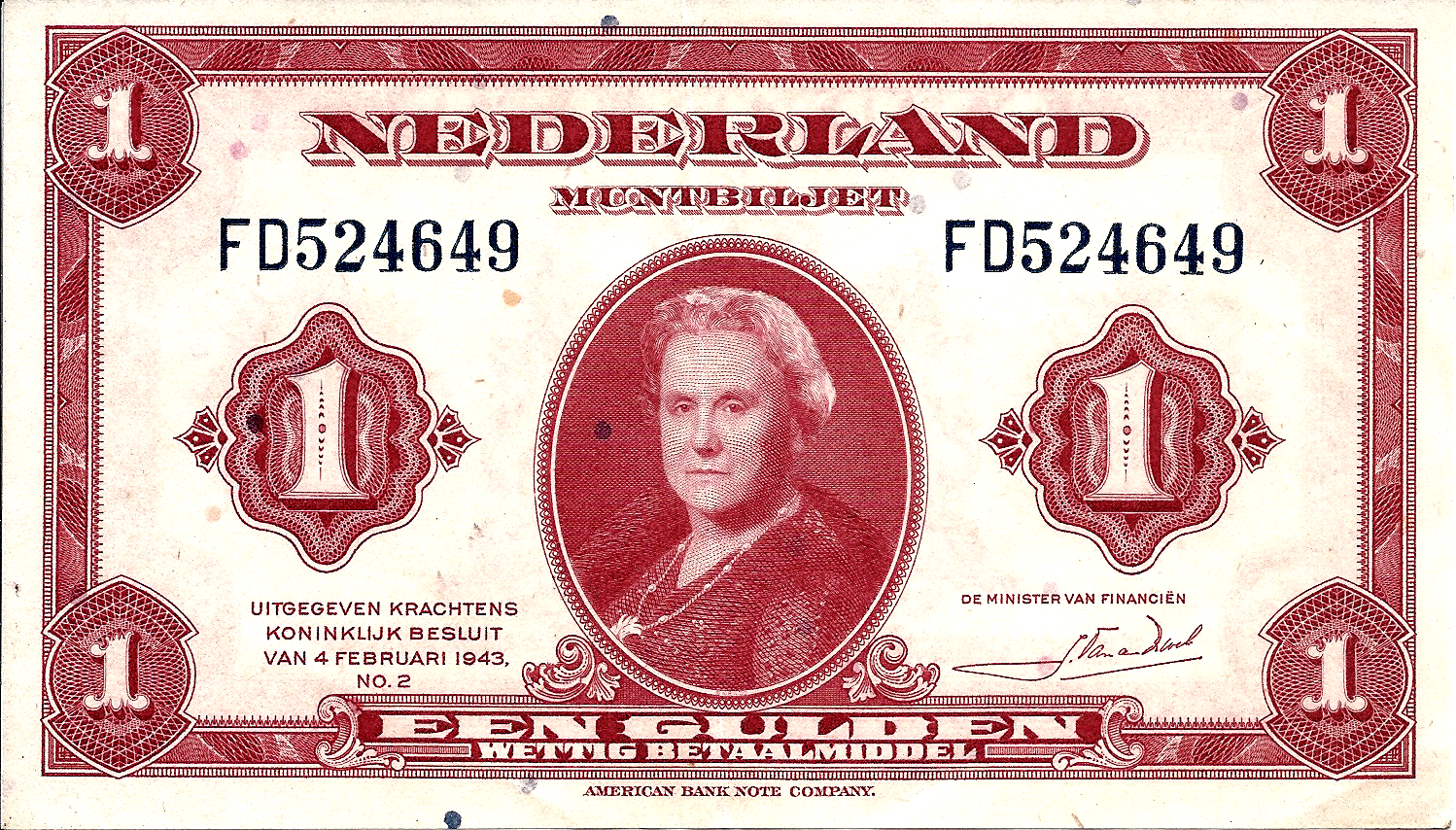
Muntbiljet naar Amerikaans ontwerp, uitgegeven in Nederland tegen het einde van de Tweede Wereldoorlog.

Muntbiljetten, zilverbonnen of zilverbons, zijn papieren biljetten die in plaats van munten door de staat worden uitgegeven als wettig betaalmiddel. Dit gebeurde om een schaarste aan muntgeld op te vangen, bijvoorbeeld als gevolg van een crisissituatie. In tegenstelling tot 'echt' noodgeld wordt de uitgifte van muntbiljetten door de centrale overheid geregeld.

## Nederland
In Nederland zijn meermaals muntbiljetten uitgegeven door het Ministerie van Financiën: vanaf 1846 (geldsanering), vanaf 1914 (begin van de Eerste Wereldoorlog), in 1940 (begin Tweede Wereldoorlog) en vanaf 1944 (einde Tweede Wereldoorlog en daarna).

### 1846-1904
In Nederland werden in 1846 muntbiljetten geïntroduceerd bij de geldsanering die in die jaren plaatsvond onder koning Willem II. Oude gouden en zilveren munten werden ingetrokken, en hiervoor in de plaats werd op tijdelijke basis papiergeld in omloop gebracht dat niet door De Nederlandsche Bank werd uitgegeven maar door het Ministerie van Financiën. Het werd volledig gedekt door het goud of zilver uit de ingenomen munten en was, in tegenstelling tot de bankbiljetten van De Nederlandsche Bank, wettig betaalmiddel. Om dit verschil te benadrukken, werd het tijdelijke papiergeld als 'muntbiljet' aangeduid. Er waren twee emissies van muntbiljetten: een emissie van 1 januari 1846 bij het inleveren van het oudste zilvergeld (onder andere schellingen en Zeeuwse rijksdaalders) en een emissie gedateerd op 15 oktober 1849, uitgegeven bij het intrekken van de gouden munten in 1850. Deze biljetten bleken populair, en vanaf 1852 werden verscheidene malen nieuwe muntbiljetten uitgegeven, tot in 1903 de muntbiljetten werden ingetrokken en De Nederlandsche Bank een eigen bankbiljet van 10 gulden uitgaf (tot dan toe was de kleinste coupure 25 gulden geweest).

### Eerste Wereldoorlog
Bij het uitbreken van de Eerste Wereldoorlog werd het zilveren muntgeld op grote schaal opgepot, en de regering werd gedwongen muntbiljetten uit te geven. Om niet te herinneren aan de muntbiljetten die juist tien jaar daarvoor eindelijk waren ingetrokken, werden zij zilverbons genoemd. Op de zilverbons stond ook de clausule dat de bon na aankondiging, dat wil zeggen op een nog te bepalen tijdstip in de toekomst, weer inwisselbaar zou zijn tegen zilver. Ze werden uitgegeven in coupures van 1, 2½ en 5 gulden. De coupure van 5 gulden werd vrij snel weer uit roulatie genomen: een zilveren munt van 5 gulden had nooit bestaan, en het publiek bleek daarom niet veel vertrouwen te hebben in deze coupure.

### Tweede Wereldoorlog
Na het uitbreken van de Tweede Wereldoorlog werden in Nederlands-Indië, dat toen van het moederland was afgesneden, muntbiljetten uitgebracht vanwege een tekort aan zilvergeld. Deze biljetten toonden, ten behoeve van de veelal ongeletterde bevolking, een afbeelding van de munt die door het biljet werd vervangen.
Tegen het einde van de Tweede Wereldoorlog werden opnieuw muntbiljetten geïntroduceerd, met een nominale waarde van 1 en 2½ gulden. Dit hield verband met de geldsanering, waardoor kleingeld, vooral het zilvergeld, werd opgepot. In 1949 werd een nieuwe serie muntbiljetten uitgegeven, toen duidelijk werd dat de muntbiljetten nog niet konden worden ingetrokken. Koningin Wilhelmina had inmiddels afstand gedaan van de troon, en de nieuwe muntbiljetten kregen dan ook de beeltenis van Juliana, die in 1948 als koningin was ingehuldigd.